# Plagiometriona tortuguilla
Plagiometriona tortuguilla  (лат.) — вид жуков щитоносок (Cassidini) из семейства листоедов.
Эндемик Центральной Америки: Куба (Tortuguilla, prov. Oriente).
Форма тела уплощённая. Растительноядный вид, питается растениями семейства бурачниковые (Boraginaceae: Rochefortia steliata).